# Basilique du Gesù Vecchio

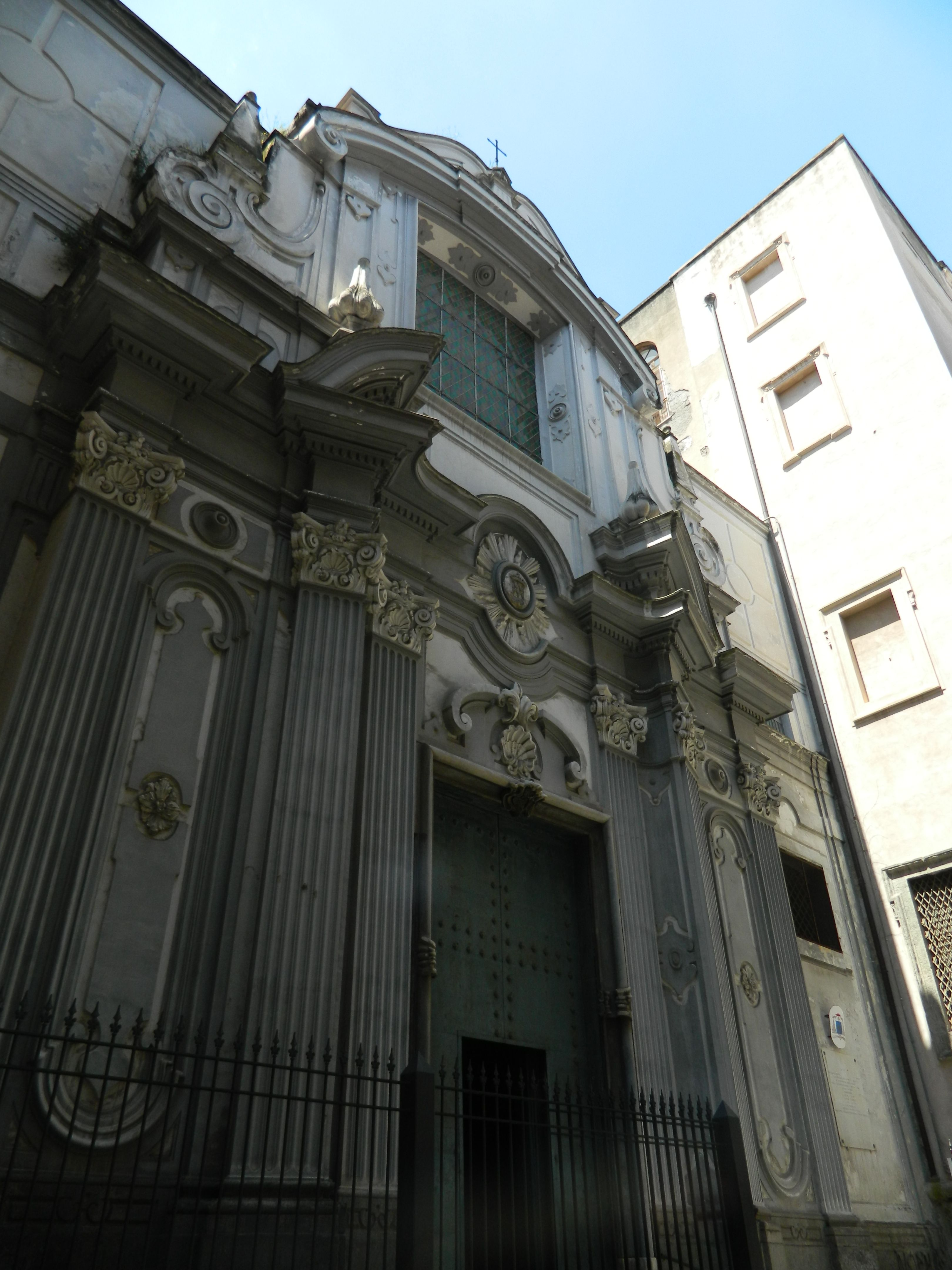
Façade de la basilique.

La basilique du Gesù Vecchio (Jésus-Vieux) est une basilique de Naples sise via G. Paladino, dans le cœur du centre historique de la ville. Elle doit son nom au fait qu'une autre église dédiée au nom de Jésus est construite ensuite à peu de distance par la Compagnie de Jésus, prenant le nom d'église du Gesù Nuovo (Jésus-Neuf).
L'église est élevée à la dignité de basilique mineure en 1958.

## Histoire

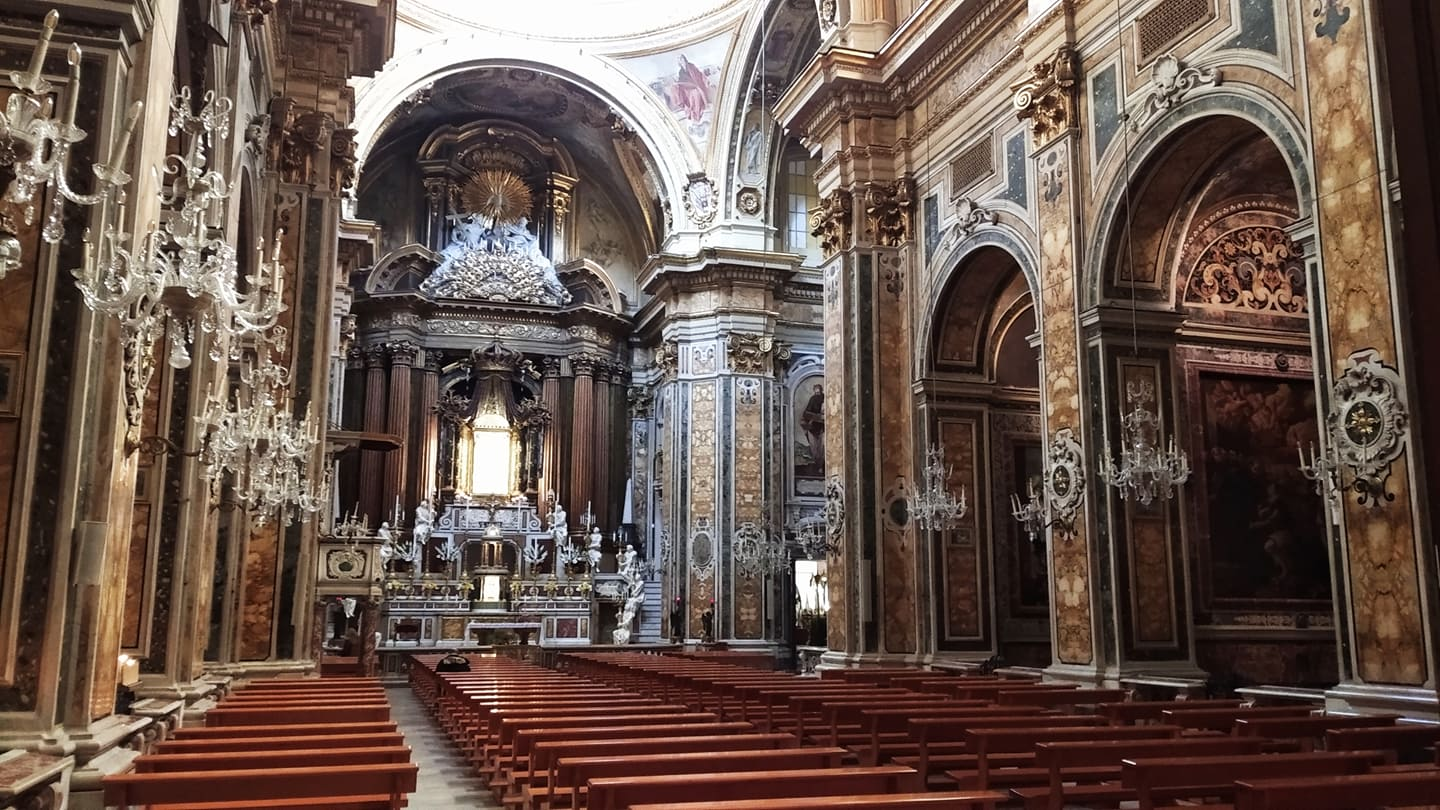
Détail de l'intérieur

L'église est fondée en 1554 et quatre ans plus tard les travaux se poursuivent sous la direction de Giovanni Tristano qui réalise l'église et le premier noyau du collège jésuite attenant. De 1568 à  1575, Giovanni de Rosis prend la relève de Tristano et agrandit le collège appelé collège du Sauveur (collegio del Salvatore) selon les dessins du précédent architecte jésuite. Le réfectoire est inauguré en 1578. En 1583, Giuseppe Valeriano lance une nouvelle tranche de travaux d'agrandissement.
L'église du Jésus est reconstruite entre 1608 et 1623 selon les dessins du jésuite Pietro Provedi; le chantier est dirigé après sa mort par Agatio Stoia en 1623 et l'église est consacrée en 1624.
À partir de 1630, et pendant vingt-quatre ans, Cosimo Fanzago y réalise divers travaux dont la grande chapelle dédiée à saint François Xavier, le jésuite missionnaire, ainsi que l'escalier reliant la partie intégrant la clôture des Pères jésuites et l'atrium et la chapelle Saint-Ignace-de-Loyola. En 1678, Giovan Domenico Vinaccia refait la troisième chapelle et dix ans plus tard redessine la façade de l'église. La bibliothèque des jésuites est inaugurée en 1700, et elle est remaniée au milieu du siècle en style baroque tardif selon un projet de Giuseppe Astarita (it).
Le  pouvoir royal commence à se défier des jésuites dans les années 1760, comme dans d'autres royaumes européens, et ils sont finalement expulsés du royaume de Naples en 1767 et supprimés en 1773. Le collège du Sauveur fondé par les jésuites de Naples est reconverti en lycée royal, puis il devient un des bâtiments de l'université de Naples. De même l'église devient une simple église dépendant de la paroisse Santa Maria della Rotonda.
Au début du XIXe siècle, l'abside est reconstruite. En 1808, la bibliothèque universitaire est constituée. Au tournant du XIXe siècle et du XXe siècle, l'ensemble est incorporé à l'université, comme il l'est toujours aujourd'hui. Il a subi certains dommages à cause du tremblement de terre de 1980.

## Description

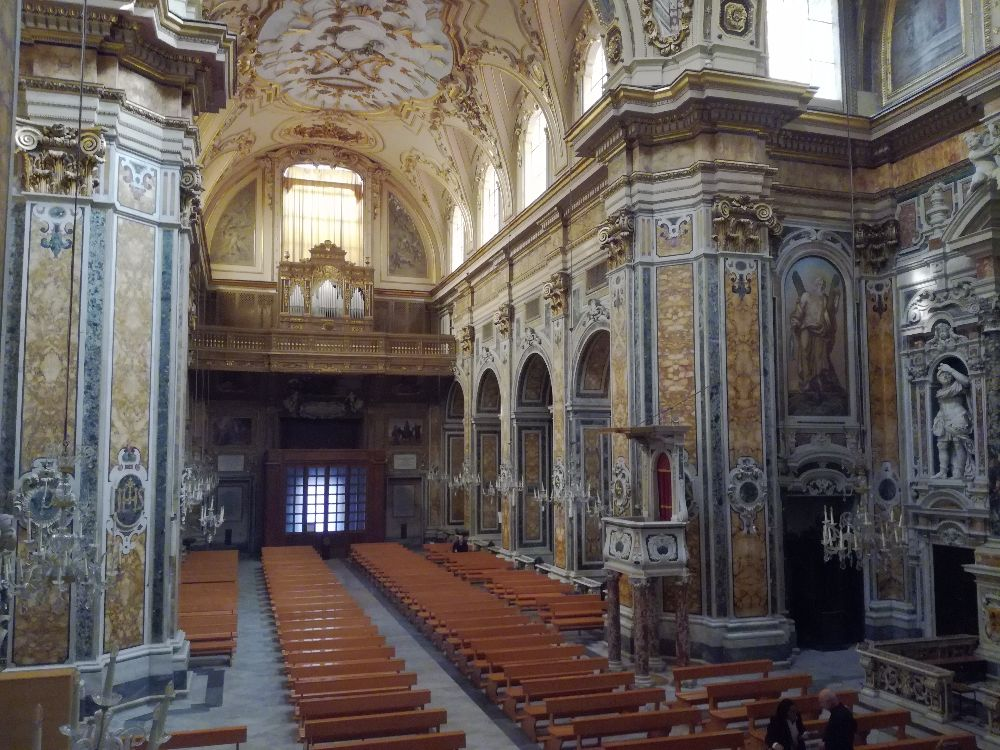
Autre vue

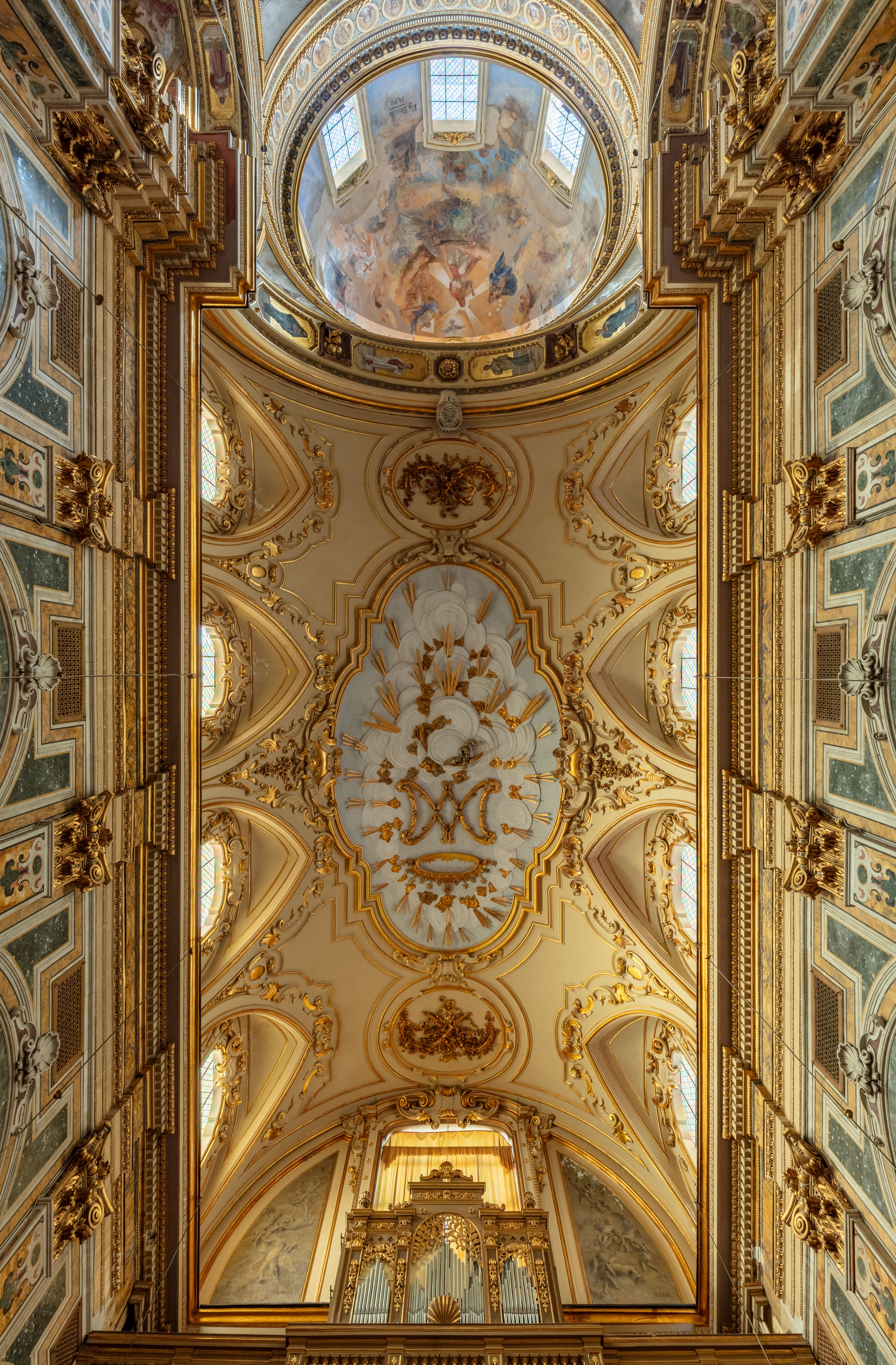
Plafond de la basilique. Mars 2023.

L'église présente une façade de la fin du XVIIe siècle de Giovan Domenico Vinaccia en style baroque, légèrement convexe: le portail s'ouvre au milieu, surmonté d'une grande fenêtre rectangulaire.
L'intérieur s'inscrit dans une croix latine avec une nef unique et des chapelles latérales. Il conserve encore beaucoup d'œuvres d'art, dont une toile figurant le jeune saint jésuite Saint Louis de Gonzague dans la troisième chapelle de gauche; il s'agit d'un tableau de Battistello Caracciolo datant de 1627; ainsi que des tableaux de Marco Pino de Sienne (La Transfiguration, La Madone avec des saints, La Circoncision); des œuvres de Girolamo Cenatiempo (1712): Les Miracles de Saint Stanislas sur les côtés de la quatrième chapelle de gauche et La Vision de Sainte Marie-Madeleine de Pazzi dans la deuxième chapelle. Le panneau de Saint François Xavier de Cesare Fracanzano date de 1641 et la statue de Saint François Borgia est de Pietro Ghetti. 
Le maître-autel de facture très théâtrale est un des clous de l'intérieur avec une sculpture au-dessus représentant l'Immaculée Conception ayant appartenu à don Placido.
On remarque dans la sacristie un tableau de Francesco de Mura figurant Marie indiquant le monogramme du Christ à saint Louis de Gonzague  (milieu du XVIIIe siècle).

## Source de la traduction
- (it) Cet article est partiellement ou en totalité issu de l’article de Wikipédia en italien intitulé « Basilica santuario del Gesù Vecchio dell'Immacolata di Don Placido » (voir la liste des auteurs).